# Герб Буринського району
Герб Бури́нського райо́ну — офіційний символ Буринського району Сумської області, затверджений 29 квітня 2004 року на 14-й сесії Буринської районної ради. 
Автор — Бондаренко М.М.

## Опис
Герб має форму прямокутного геральдичного щита із заокругленими нижніми кутами і загостренням в основі, синього кольору, на якому зображено 5 золотих колосків, які утворюють сніп. Горизонтально через середину снопа йде зображення трьох хвиль кольору колосків. Малюнок цих хвиль утворює перевесло.